# Дом-музей Усмана Юсупова
Дом-музей Усмана Юсупова — мемориальный музей в городе Янгиюль, Республика Узбекистан, посвящённый памяти советского государственного и партийного деятеля, первого секретаря ЦК Компартии Узбекистана Усмана Юсупова. Расположен в доме, где жил политик с 1945 года до своей смерти 7 мая 1966 года.

## История музея
В этот дом Юсупов переехал с семьёй в 1945 году, он провёл в нём большую часть жизни, вплоть до своей кончины. После его смерти в доме до 1972 года проживала его вдова Юна Леонидовна Степаненко.
Музей был основан 24 июня 1974 года постановлением Совета министров ЦК Компартии Узбекистана «Об учреждении музея истории узбекского народа, музея народа Узбекистана Усмон Юсупов» № 300 как филиал Академии наук Узбекистана.
1 марта 1975 года дом-музей Усмана Юсупова был торжественно открыт и перенесён на баланс Музея дружбы народов СССР в качестве филиала.
13 января 1992 года в связи с упразднением Музея дружбы народов СССР дом-музей Усмана Юсупова стал автономным.

## Описание
Музей расположен в самом центре города Янгиюль. Его общая площадь составляет 9380 м². Дом-музей состоит из двух корпусов. Это мемориальный дом, состоящий из 6 комнат, в которых экспонируются личные вещи Юсупова, мебель, книги и одежда. Во втором здании размещено продолжение экспозиции, состоящей из 5 комнат. Здесь экспонируются документы, картины, книги, небольшие скульптуры и сувениры, отражающие деятельность Юсупова. Имеются помещения выставочного зала и конференц-зал.
Территория музея включает ухоженный сад и декоративные деревья. Дом-музей Усмана Юсупова — один из культурных центров Янгиюльского района.